# Xaenapta perakensis
Xaenapta perakensis är en skalbaggsart som beskrevs av Stefan von Breuning 1959. Xaenapta perakensis ingår i släktet Xaenapta och familjen långhorningar. Inga underarter finns listade i Catalogue of Life.